# Pseudotheristus exutus
Pseudotheristus exutus är en rundmaskart som först beskrevs av Christian Wieser 1956.  Pseudotheristus exutus ingår i släktet Pseudotheristus och familjen Monhysteridae. Inga underarter finns listade i Catalogue of Life.